# Scleroprocta apicalis
Scleroprocta apicalis là một loài ruồi trong họ Limoniidae. Chúng phân bố ở miền Tân bắc.